# Roger Carel
Roger Carel (Parijs, 14 augustus 1927 – Aigre, 11 september 2020), geboren als Roger Bancharel, was een Franse acteur en stemacteur, die animatiefilms insprak en filmrollen nasynchroniseerde in het Frans.
Hij was van 1967 tot 2014 de stem van Asterix in alle animatiefilms die van de stripserie Asterix werden gemaakt.
Carel was onder meer te horen in Franse nasynchronisaties van Disneyfilms als Winnie de Poeh, De Aristokatten, Jungle Boek, Robin Hood, Pinokkio, De Reddertjes, 101 Dalmatiërs, Alice in Wonderland. Hij is een tijd lang de Franse stem van Mickey Mouse geweest.
Buiten Disney leende hij ook zijn stem aan komieken als Kermit de Kikker in The Muppets, Charlie Chaplin, Benny Hill, Jack Lemmon, Jerry Lewis, Peter Sellers en Peter Ustinov. Voor de Franse versies van de Starwars-films verzorgde hij de stem van C-3PO.
Carel was als acteur ook zichtbaar in meer dan 50 speelfilms en evenzoveel televisiefilms en -series. Hij stond 60 jaar als toneelspeler op de planken in tientallen producties in de Parijse theaters. 